# Ludwig Diels
Friedrich Ludwig Emil Diels, född 24 september 1874 i Hamburg, död 30 november 1945 i Berlin, var en tysk botaniker. Han var son till filologen Hermann Diels.
Diels blev 1896 assistent vid Berlins botaniska museum, 1900 docent i Berlin, 1908 professor i botanik i Marburg, underdirektor för Berlins botaniska trädgård och museum (Dahlem) 1913 och direktor där 1921. Han företog 1900-02 resor till bland annat Kaplandet, Australien och Java. Han invaldes som utländsk ledamot av Kungliga Vetenskapsakademien 1933. Hans botaniska samlingar förstördes i ett bombangrepp på Berlin 1943.
Auktorsnamnet Diels kan användas för Ludwig Diels i samband med ett vetenskapligt namn inom botaniken; se Wikipediaartiklar som länkar till auktorsnamnet.